# Xyris mexicana
Xyris mexicana är en gräsväxtart som beskrevs av Sereno Watson. Xyris mexicana ingår i släktet Xyris och familjen Xyridaceae. Inga underarter finns listade i Catalogue of Life.